# Église Saint-Pierre d'Autoire
Pour les articles homonymes, voir Église Saint-Pierre.
L'église Saint-Pierre est une église catholique située dans la commune d'Autoire, dans le département français du Lot, en France.

## Historique
Cette église est donnée en 1090 par Raimond de Bauze, seigneur d'Autoire, à l'évêque de Cahors à condition que son fils y devienne chanoine.
L'église est probablement construite peu après car l'abside, le transept et la croisée, peuvent être datés de la fin du XIe siècle ou du début du XIIe siècle.
Comme beaucoup d'églises du Quercy, l'église a été fortifiée vers la fin de la guerre de Cent Ans en surélevant le clocher roman et en construisant un réduit au-dessus du chœur dont il reste deux pans de mur.
La nef a sans doute été détruite pendant les guerres de Religion. Il en subsiste peut-être des maçonneries romanes.
D'après l'abbé Clary, des réparations auraient été faites en 1783.
La nef a été reconstruite dans un style romano-gothique entre 1868 et 1880, voûtée d'ogives, en lui ajoutant deux collatéraux.

## Description
Elle comporte une nef centrale voûtée d'ogives avec collatéraux. Elle possède un transept débordant qui était débordant avant la construction des collatéraux. La croisée du transept porte une coupole sur pendentifs surmontée du clocher. L'abside en hémicycle est précédée d'une travée droite. 
Les chapiteaux et les bases talutées des piles du transept sont ornés d'un décor caractéristique de la fin du XIe siècle.
Au chevet, des modillons sculptés de motifs géométriques, d'animaux ou d'expressives figures humaines soutiennent la corniche.
L'édifice est inscrit au titre des monuments historiques le 2 décembre 1942.